# Michael Bartel
Klaus Michael Bartel (* 28. Mai 1959 in Bremen; † 21. Januar 2019 in Hamburg) war ein deutscher Dialogbuchautor, Dialogregisseur, Musiker und Filmproduzent.

## Werdegang
Michael Bartel wuchs in Hannover auf. Vor seiner Tätigkeit als Dialogbuchautor und Dialogregisseur war er an unterschiedlichen Musikproduktionen beteiligt, komponierte Filmmusik und betrieb ein Tonstudio in Langenhagen. Aus beruflichen Gründen wechselte er seinen Wohnsitz zunächst nach Hamburg und später nach Berlin, da die auftraggebenden Synchronstudios dort ihren Sitz hatten (unter anderem DTM Studios, Studio Hamburg Synchron, Interopa Film GmbH). Zu seinen bekanntesten Arbeiten gehören Synchronfassungen für die Serien South Park und Young Sheldon sowie die deutsche Synchronbearbeitung der Kinofassung zu dem Film The Illusionist – Nichts ist wie es scheint.

## Wirken als Musiker
Neben seiner Arbeit als Dialogbuchautor und Dialogregisseur betätigte sich Michael Bartel als Hörspiel- und Independent-Filmproduzent, vor allem aber als Musikschaffender. Er veröffentlichte mehrere Solo-Alben und wirkte als Bassist und Gitarrist für den hannoverschen Produzenten Mousse T. und dessen Label Peppermint Jam auf verschiedenen Remixen mit. 1988 widmete er gemeinsam mit Michael Krowas anlässlich der dreitägigen Festival-Veranstaltung Das Werner-Rennen der von Rötger Feldmann erschaffenen Comicfigur Werner die Single Wir setzen auf Werner. Als Musiker verwendete Michael Bartel häufig Pseudonyme, darunter Moon Module Max, FanFan La Tulipe oder Moriatty Hardbartle. 2009 und 2010 schrieb, produzierte und veröffentlichte er auf seinem eigenen Label "fuenf59" die "Satchmo-Trilogy", eine Mischung aus Musik-Album und Science-Fiction-Hörspiel mit bekannten Sprechern aus Film und Fernsehen (unter anderem Manuela Bäcker,  Volker Hanisch, Sascha Draeger).

## Dialogbuch und Dialogregie (Auszug)

### Filme
- Norman – Der bescheidene Aufstieg und tragische Fall eines New Yorker Geschäftsmanns (2016)
- Pasolini (2014)
- Phantom Racer (2009)
- Mama ist beim Friseur (2008)
- 39,90 (2007)
- College Animals (2003, Synchronfassung 2007)
- Big Nothing (2006)
- College Animals 2 (2006)
- Undisputed 2 (2006)
- The Illusionist, Kinoversion (2006)
- Ultimative Avengers (2006)
- Die Moormörderin von Manchester (2006)
- The Place Promised In Our Early Days (2004)
- Undertow – Im Sog der Rache (2004)
- Wake of Death – Rache ist alles was ihm blieb (2004)
- Die Schwester der Königin (2003)

### Serien
- Young Sheldon (Staffel 1, Episoden 1–5, 9–13)
- Occupied – Die Besatzung (Staffel 1, Episoden 3–7, 10)
- The Team (Staffel 1)
- South Park (Staffeln 16, 17)
- Arne Dahl

## Diskografie (Auszug)

### Als Gastmusiker
- Mousse T. – Gourmet De Funk (2002)
- Moloko – Sing It Back, Boris Musical Mix, Bmr Club Cut Mix (1999)[9]

### Bands und Solo-Projekte
- Magnetissimus Elektro – Flankensteilheit (2010)[3][16]
- FanFan La Tulipe – Realise Your Dream (1994)[12]
- Samurai & Hardbartle – SynTronic MegaHits (1990)[13]
- Bartel und die Pappnasen – ...und Gedöns (1989)[17]
- Moon Module Max – Moon Romantic (1984)[11]
- Unique – Sankofa (1983)[18]

## Filmproduktionen (Auszug)
- Schpack (2005)[19]
- Das Menschliche Elend von 9:00 bis 17:00 Uhr (2003)[20]
- Die Tarnpille des Dr. Weisenheimer (2003)[21]
- Fuckin’ in Heaven (2002)[22]